# Zdeněk Pospíšil
Zdeněk Pospíšil (28. března 1944 Brno – 31. července 1993 Praha) byl český divadelní režisér a dramatik, jeden z trojice prvních režisérů brněnského Divadla Husa na provázku po jeho profesionalizaci. Významná byla jeho utajená spolupráce s Milanem Uhdem, jehož scénáře realizoval v době, kdy dramatik nesměl publikovat.

## Život a tvorba

### Začátky a Divadlo Husa na provázku
Pospíšil začínal jako technik v Satirickém divadle Večerní Brno, poté vystudoval obor režie na brněnské JAMU u Evžena Sokolovského, kde s ním studovali i Eva Tálská a Peter Scherhaufer. Absolvoval v roce 1968 inscenací Sofoklovy Antigony. Hostoval ve Slováckém divadle v Uherském Hradišti a v Divadle Vítězslava Nezvala v Karlových Varech, ale současně již začal působit v tehdy ještě amatérském Divadle Husa na provázku. Od jeho profesionalizace k 1. lednu 1972 byl jedním z jeho tří režisérů, společně s Peterem Scherhauferem a Evou Tálskou. Celkem zde režíroval dvanáct představení, a k tomu čtyři s Dětským studiem Divadla na provázku.

### Další činnost v Huse na provázku, Dětské studio
V roce 1973 byl Pospíšil jedním z původců myšlenky divadelního festivalu Divadlo v pohybu, který se v Huse na provázku stal dlouholetou tradicí. Od r. 1974 začal utajeně spolupracovat s Milanem Uhdem, jehož scénickou montáž Pantha rei v minulosti inscenoval a který v té době již nesměl oficiálně publikovat. Pospíšil realizoval jeho hry pod svým jménem. Tak byla inscenována např. Uhdeho dramatizace Olbrachtova Nikoly Šuhaje loupežníka pod názvem Balada pro banditu s hudbou Miloše Štědroně nebo Mrštíkovy Pohádky máje.
Pospíšil dále realizoval čtyři hry se samostatným dětským souborem založeným při tehdejším Divadle na provázku pod názvem Dětské studio Divadla na provázku.

### Emigrace
V roce 1980 Pospíšil i s rodinou emigroval přes Jugoslávii do Švýcarska, kde se rovněž věnoval divadelní činnosti; mimo jiné působil i jako hostující režisér v amatérských divadlech v Athénách, kde režíroval Hamleta, a v Paříži, kde inscenoval Uhdeho hry Parta a Výběrčí. S Uhdem udržoval telefonický kontakt i v době emigrace. Nakonec založil ve Švýcarsku vlastní divadlo pro děti.

### Po roce 1990
V roce 1990 se Pospíšil vrátil do Československa a stal se na základě konkursu uměleckým šéfem Hudebního divadla v Karlíně. Inscenoval zde znovu Pohádku máje a plánoval muzikálovou úpravu Dvořákovy Rusalky. Pro neshody se souborem ji však nedokončil. Jeho působení v Karlíně není hodnoceno jako úspěšné, například Jana Machalická mluví o „neuvážených krocích“ a soudí, že „režisér Husy na provázku si z exilu přinesl představu velkolepé muzikálové scény, kterou však realizoval značně chaoticky“. V červenci roku 1993 spáchal Pospíšil sebevraždu, když se doma zastřelil nelegálně drženou zbraní. 31. července 1993 zraněním podlehl.
V roce 2001 vytvořila Česká televize asi hodinový dokument o životě a díle Zdeňka Pospíšila v rámci cyklu Příběhy slavných.